# 2K11 Krug

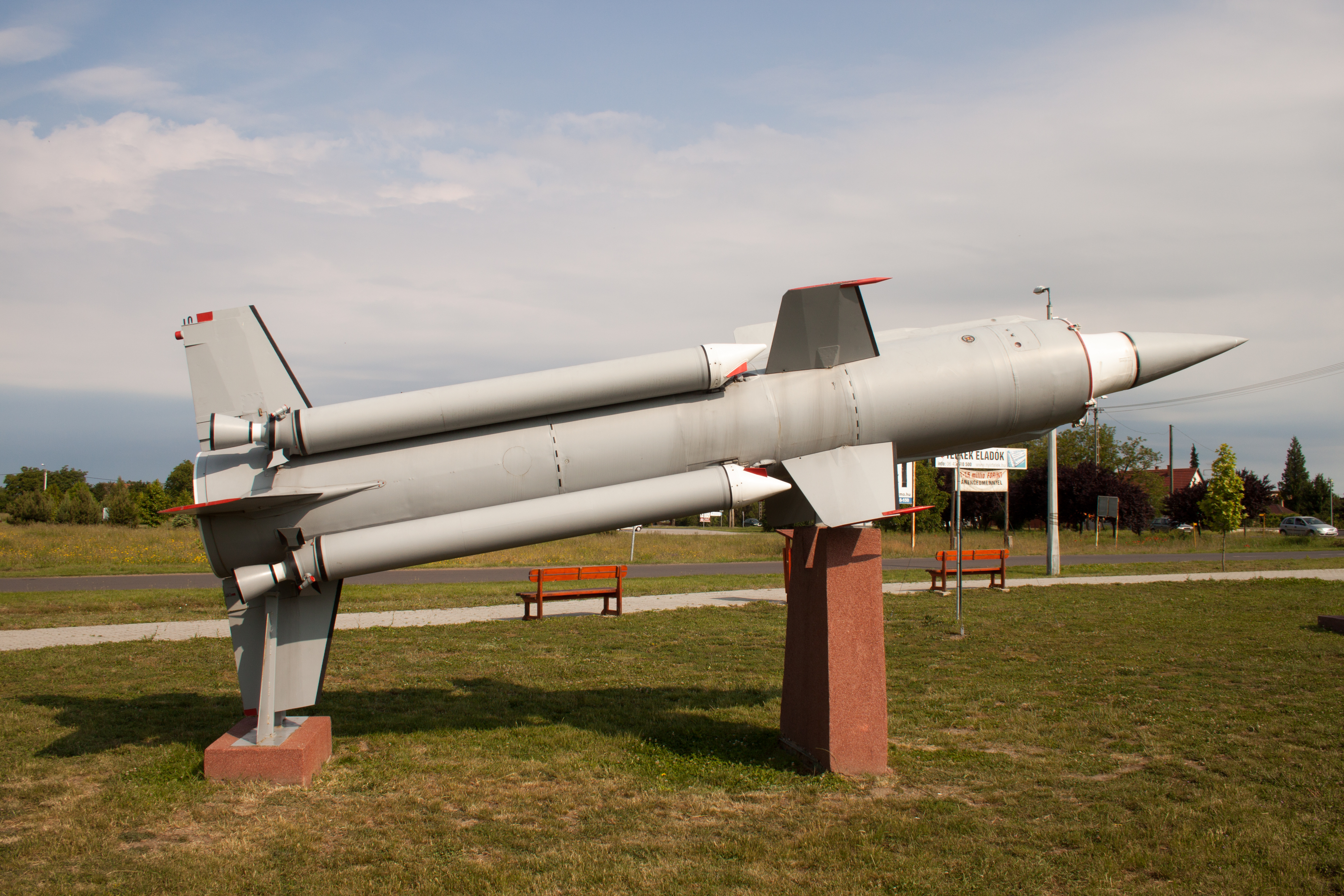
A 2K11 Krug rendszer 3M8 típusú légvédelmi rakétája a nyírteleki Honvédelmi Emlékparkban

A 2K11 Krug (cirill betűkkel: 2К11 Круг, NATO-kódja: SA-4 Ganef) közepes hatótávolságú csapatlégvédelmi rakétarendszer, melyet a Szovjetunióban, az 1960-as években fejlesztettek ki. Főkonstruktőre G. Sz. Jefimov, a rakéta elektronikai rendszerének fejlesztését V. P. Jefremov irányította. A rendszer 3M8 típusú félaktív lokátoros önirányítású rakétáit lánctalpas, terepjáró alvázra telepítették. Indításkor először négy szilárd hajtóanyagú gyorsítórakéta segítségével érti el a megfelelő sebességet, amelyek a folyékony hajtóanyagú torlósugár-hajtómű beindulása után leváltak. A rakéták hatótávolsága 150–24 500 méter, magasságtartományban 6–50 km. A hordozójármű, GM–123 lánctalpas alváz tömege 23,3 tonna. A Magyar Néphadsereg egy ezredet üzemeltetett Keszthelyen 1997-ig.

## Rendszeresítése

### Jelenlegi használói
- Örményország - 115[1]
- Azerbajdzsán[1]
- Bulgária - 30[1]
- Lengyelország - 30[1]
- Türkmenisztán - 30[1]
- Kirgizisztán
- Pakisztán - ismeretlen szám

### Korábbi használói
- Csehszlovákia 1 dandár. Kivonva a 90-es évek elején.
- NDK. Az utódállamoknak továbbadva.
- Magyarország 1 ezred. Kivonva a 90-es évek közepén.
- Oroszország - 500 (kivonva 2007-ben)
- Ukrajna – 2014-ben kb. 100 egység állt szolgálatban, később kivonták a típust

## Fordítás
Ez a szócikk részben vagy egészben  a(z)   Круг (зенитный ракетный комплекс) című orosz Wikipédia-szócikk fordításán alapul.  Az eredeti cikk szerkesztőit annak laptörténete sorolja fel. Ez a jelzés csupán a megfogalmazás eredetét és a szerzői jogokat jelzi, nem szolgál a cikkben szereplő információk forrásmegjelöléseként.